# Championnat de France féminin de football 2013-2014
Navigation
Édition précédente Édition suivante
La Division 1 2013-2014  est la 40e édition du championnat de France féminin de football. Le premier niveau du championnat féminin oppose douze clubs français en une série de vingt-deux rencontres jouées durant la saison de football. La compétition débute le dimanche 1er septembre 2013 et s'achève le dimanche 1er juin 2013.
Les deux premières places du championnat sont qualificatives pour la Ligue des champions féminine de l'UEFA alors que les trois dernières places sont synonymes de relégation en Division 2.
Lors de l'exercice précédent, le FCF Hénin-Beaumont, l'AS Muretaine et l'ASJ Soyaux ont gagné le droit d'évoluer dans cette compétition après avoir fini premiers de leurs groupes respectifs de seconde division.
L'Olympique lyonnais et le Paris Saint-Germain, respectivement champion et vice-champion en 2013, sont quant à eux, les représentants français en Ligue des champions féminine de l'UEFA 2013-2014.
À l'issue de la saison, l'Olympique lyonnais décroche son douzième titre de champion de France, le huitième d'affilée, au terme d'une saison qui a été serré avec le Paris Saint-Germain et le FCF Juvisy. Dans le bas du classement, le FCF Hénin-Beaumont, l'AS Muretaine et le FF Yzeure sont relégués après respectivement une saison, pour les deux premiers, et six saisons pour le club bourbonnais, au plus haut niveau.
| \| Olympique lyonnais Paris Saint-Germain Montpellier HSC FCF Juvisy AS Saint-Étienne Rodez AF Arras FCF EA Guingamp FF Yzeure AS Muretaine ASJ Soyaux FCF Hénin-Beaumont \| Localisation des clubs engagés dans le championnat. |
| Olympique lyonnais Paris Saint-Germain Montpellier HSC FCF Juvisy AS Saint-Étienne Rodez AF Arras FCF EA Guingamp FF Yzeure AS Muretaine ASJ Soyaux FCF Hénin-Beaumont                                                           |

## Participants
Ce tableau présente les douze équipes qualifiées pour disputer le championnat 2013-2014. On y trouve le nom des clubs, le nom des entraîneurs et leur nationalité, la date de création du club, l'année de la dernière montée au sein de l'élite, leur classement de la saison précédente, le nom des stades ainsi que la capacité de ces derniers.
Légende des couleurs
- Qualifié pour la phase finale de la Ligue des champions 2013-2014.
- Promu de Division 2.

| Nom du club        | Entraîneur                           | DC   | DM   | Cls 2013 | Stade                      | Capacité | Nb T. |
| ------------------ | ------------------------------------ | ---- | ---- | -------- | -------------------------- | -------- | ----- |
| Olympique lyonnais | Patrice Lair                         | 1970 | 1978 | 1        | Plaine des Jeux de Gerland | 2 200    | 11    |
| Paris SG           | Farid Benstiti                       | 1971 | 2001 | 2        | Stade Charléty             | 20 000   | /     |
| FCF Juvisy         | Pascal Gouzenes                      | 1971 | 1986 | 3        | Stade Georges-Maquin       | 2 000    | 6     |
| Montpellier HSC    | Jean-Louis Saez                      | -    | 1997 | 4        | Stade Jules Rimet          | 500      | 2     |
| FF Yzeure          | Xavier Aubert                        | 1999 | 2008 | 5        | Stade de Bellevue          | 2 164    | /     |
| AS Saint-Étienne   | Hervé Didier                         | 1977 | 2007 | 6        | Stade Léon-Nautin          | 1 500    | /     |
| EA Guingamp        | Sarah M'Barek                        | 1973 | 2006 | 7        | Stade Fred-Aubert          | 13 500   | 1     |
| Rodez AF           | Nicoals Bach                         | 1993 | 2010 | 8        | Stade de Vabre             | 400      | /     |
| Arras FCF          | Claude Rioust René Devienne          | 2001 | 2012 | 9        | Stade Degouve-Brabant      | 1 500    | /     |
| FCF Hénin-Beaumont | Yannick Ansart puis Victorien Boulon | 1972 | 2013 | D2       | Stade Octave-Birembaut     | 3 000    | /     |
| ASJ Soyaux         | Jean-Claude Barrault                 | 1968 | 2013 | D2       | Stade Léo-Lagrange         | 400      | 1     |
| AS Muretaine       | Salim Belhanel                       | -    | 2013 | D2       | Stade Clément-Ader         | 3 000    | /     |

## Compétition

### Classement
Le classement est calculé avec le barème de points suivant : une victoire vaut quatre points, le match nul deux et la défaite un.
Les critères utilisés pour départager en cas d'égalité au classement sont les suivants :
1. classement aux points des matchs joués entre les clubs ex æquo ;
2. différence entre les buts marqués et les buts concédés par chacun d’eux au cours des matchs qui les ont opposés ;
3. différence entre les buts marqués et les buts concédés sur la totalité des matchs joués dans le championnat ;
4. plus grand nombre de buts marqués sur la totalité des matchs joués dans le championnat ;
5. en cas de nouvelle égalité, une rencontre supplémentaire aura lieu sur terrain neutre avec, éventuellement, l’épreuve des tirs au but.

| Rang | Équipe                 | Pts | J  | G  | N | P  | Bp | Bc  | Diff |
| ---- | ---------------------- | --- | -- | -- | - | -- | -- | --- | ---- |
| 1    | Olympique lyonnais T C | 85  | 22 | 21 | 0 | 1  | 95 | 12  | +83  |
| 2    | Paris SG               | 78  | 22 | 18 | 2 | 2  | 81 | 10  | +71  |
| 3    | FCF Juvisy             | 77  | 22 | 18 | 1 | 3  | 64 | 24  | +40  |
| 4    | Montpellier HSC        | 68  | 22 | 15 | 1 | 6  | 67 | 20  | +47  |
| 5    | EA Guingamp            | 49  | 22 | 7  | 6 | 9  | 29 | 43  | -14  |
| 6    | ASJ Soyaux P           | 47  | 22 | 7  | 4 | 11 | 32 | 49  | -17  |
| 7    | Rodez AF               | 45  | 22 | 6  | 5 | 11 | 29 | 46  | -17  |
| 8    | Arras FCF              | 44  | 22 | 6  | 4 | 12 | 27 | 56  | -29  |
| 9    | AS Saint-Étienne       | 43  | 22 | 5  | 6 | 11 | 23 | 35  | -12  |
| 10   | FCF Hénin-Beaumont P   | 43  | 22 | 5  | 6 | 11 | 27 | 56  | -29  |
| 11   | FF Yzeure              | 39  | 22 | 5  | 2 | 15 | 19 | 41  | -22  |
| 12   | AS Muretaine P         | 23  | 22 | 0  | 1 | 21 | 8  | 109 | -101 |

| Légende : | Légende : |
| --------- | --- |
|           | Qualifié pour la Ligue des champions 2014-2015 (Seizièmes de finale). |
|           | Relégué en Division 2. |
|           | T Tenant du titre. P Promu de Division 2. C Vainqueur de la Coupe de France 2013-2014. Pts points ; G victoires ; N match nuls ; P défaites Bp buts marqués ; Bc buts encaissés ; Diff différence de buts |

### Résultats
| Résultats (▼dom., ►ext.)                                   | Arr | Gui | Hén  | Juv  | Lyo  | Mon | Mur  | Par | Rod | Sai | Soy | Yze |
| Arras FCF                                                  |     | 0-0 | 0-1  | 2-3  | 2-11 | 1-3 | 2-2  | 1-6 | 1-0 | 1-0 | 3-0 | 2-0 |
| EA Guingamp                                                | 3-2 |     | 4-1  | 2-6  | 1-5  | 1-2 | 5-1  | 0-6 | 0-0 | 0-3 | 1-0 | 1-1 |
| FCF Hénin-Beaumont                                         | 2-2 | 1-1 |      | 2-4  | 0-4  | 0-3 | 7-0  | 0-1 | 0-4 | 0-3 | 1-1 | 3-0 |
| FCF Juvisy                                                 | 2-0 | 2-1 | 3-0  |      | 0-4  | 2-1 | 4-0  | 2-2 | 3-1 | 2-1 | 1-2 | 1-0 |
| Olympique lyonnais                                         | 3-2 | 5-0 | 7-0  | 3-0  |      | 2-1 | 10-1 | 0-1 | 4-0 | 4-1 | 5-0 | 1-0 |
| Montpellier HSC                                            | 7-1 | 2-0 | 4-0  | 1-2  | 1-4  |     | 5-0  | 1-2 | 8-1 | 3-1 | 2-0 | 4-0 |
| AS Muretaine                                               | 0-1 | 0-3 | 1-5  | 0-10 | 0-7  | 0-6 |      | 0-9 | 1-6 | 0-4 | 1-7 | 0-3 |
| Paris SG                                                   | 3-0 | 4-0 | 11-0 | 0-1  | 0-3  | 2-0 | 4-0  |     | 7-0 | 5-0 | 6-0 | 4-0 |
| Rodez AF                                                   | 1-2 | 0-0 | 1-1  | 1-6  | 1-2  | 0-2 | 2-0  | 0-3 |     | 1-1 | 1-1 | 2-0 |
| AS Saint-Étienne                                           | 1-1 | 1-1 | 0-0  | 0-3  | 1-5  | 1-1 | 2-0  | 0-0 | 0-2 |     | 1-2 | 0-2 |
| ASJ Soyaux                                                 | 5-0 | 0-1 | 1-1  | 1-4  | 0-5  | 0-7 | 4-1  | 2-3 | 3-2 | 0-1 |     | 1-0 |
| FF Yzeure                                                  | 3-1 | 1-4 | 1-2  | 0-3  | 0-1  | 0-3 | 3-0  | 0-2 | 1-3 | 2-1 | 2-2 |     |
| - Victoire à domicile - Match nul - Victoire à l'extérieur |     |     |      |      |      |     |      |     |     |     |     |     |

## Bilan de la saison
| Championnat de France féminin de football 2013-2014 |                               |
| Champion                                            | Olympique lyonnais (8e titre) |
| Dauphin                                             | Paris SG                      |
| Coupes et trophées                                  |                               |
| Vainqueur Coupe de France 2013-2014                 | Olympique lyonnais            |
| Qualifications continentales                        |                               |
| Ligue des champions 2014-2015                       | Olympique lyonnais            |
| Ligue des champions 2014-2015                       | Paris SG                      |
| Promotions et relégations                           |                               |
| Promus en Division 1                                | AS Algrange                   |
| Promus en Division 1                                | FF Issy                       |
| Promus en Division 1                                | ASPTT Albi                    |
| Relégués en Division 2                              | FCF Hénin-Beaumont            |
| Relégués en Division 2                              | FF Yzeure                     |
| Relégués en Division 2                              | AS Muretaine                  |

## Statistiques

### Évolution du classement
Leader du championnat
Évolution du classement
- Qualifié pour la phase finale de la Ligue des champions.
- Relégué en Division 2.

| Club               | 1  | 2  | 3  | 4  | 5  | 6  | 7  | 8  | 9  | 10 | 11 | 12 | 13 | 14 | 15 | 16 | 17 | 18 | 19 | 20 | 21 | 22 |
| ------------------ | -- | -- | -- | -- | -- | -- | -- | -- | -- | -- | -- | -- | -- | -- | -- | -- | -- | -- | -- | -- | -- | -- |
| Olympique lyonnais | 1  | 1  | 1  | 1  | 1  | 1  | 1  | 1  | 1  | 1  | 1  | 1  | 1  | 1  | 1  | 1  | 1  | 1  | 1  | 1  | 1  | 1  |
| Paris SG           | 3  | 2  | 3  | 4  | 4  | 4  | 3  | 2  | 2  | 2  | 2  | 2  | 2  | 2  | 2  | 2  | 2  | 2  | 2  | 2  | 2  | 2  |
| FCF Juvisy         | 2  | 6  | 4  | 3  | 3  | 3  | 4  | 4  | 4  | 3  | 3  | 4  | 4  | 4  | 3  | 3  | 3  | 3  | 3  | 3  | 3  | 3  |
| Montpellier HSC    | 4  | 3  | 2  | 2  | 2  | 2  | 2  | 3  | 3  | 4  | 4  | 3  | 3  | 3  | 4  | 4  | 4  | 4  | 4  | 4  | 4  | 4  |
| FF Yzeure          | 9  | 8  | 10 | 11 | 11 | 11 | 11 | 11 | 11 | 11 | 11 | 11 | 11 | 11 | 11 | 11 | 11 | 11 | 11 | 11 | 11 | 11 |
| AS Saint-Étienne   | 10 | 9  | 6  | 6  | 6  | 7  | 8  | 9  | 10 | 10 | 10 | 10 | 9  | 10 | 9  | 9  | 9  | 10 | 10 | 10 | 10 | 9  |
| EA Guingamp        | 6  | 5  | 5  | 5  | 5  | 5  | 5  | 5  | 5  | 5  | 5  | 6  | 6  | 6  | 5  | 5  | 5  | 6  | 6  | 5  | 5  | 5  |
| Rodez AF           | 7  | 11 | 9  | 9  | 9  | 8  | 9  | 10 | 8  | 9  | 8  | 9  | 8  | 7  | 8  | 7  | 7  | 8  | 7  | 8  | 7  | 7  |
| Arras FCF          | 8  | 10 | 11 | 10 | 10 | 10 | 10 | 8  | 7  | 7  | 9  | 8  | 10 | 8  | 10 | 10 | 10 | 9  | 9  | 7  | 9  | 8  |
| FCF Hénin-Beaumont | 12 | 7  | 8  | 7  | 7  | 6  | 6  | 7  | 9  | 8  | 7  | 7  | 7  | 9  | 7  | 8  | 8  | 7  | 8  | 9  | 8  | 10 |
| ASJ Soyaux         | 5  | 4  | 7  | 8  | 8  | 9  | 7  | 6  | 6  | 6  | 6  | 5  | 5  | 5  | 6  | 6  | 6  | 5  | 5  | 6  | 6  | 6  |
| AS Muretaine       | 11 | 12 | 12 | 12 | 12 | 12 | 12 | 12 | 12 | 12 | 12 | 12 | 12 | 12 | 12 | 12 | 12 | 12 | 12 | 12 | 12 | 12 |

### Moyennes de buts marqués par journée
Ce graphique représente le nombre de buts marqués lors de chaque journée. Il est également indiqué la moyenne totale sur la saison qui est de 22,77 buts/journée.

### Joueuses
| Cls | Joueuse            | Club               | Buts |
| --- | ------------------ | ------------------ | ---- |
| 1   | Gaëtane Thiney     | FCF Juvisy         | 25   |
| 2   | Marie-Laure Delie  | Paris SG           | 24   |
| 3   | Josefine Öqvist    | Montpellier HSC    | 18   |
| 4   | Eugénie Le Sommer  | Olympique lyonnais | 15   |
| 4   | Laetitia Tonazzi   | Olympique lyonnais | 15   |
| 6   | Lindsey Horan      | Paris SG           | 14   |
| 7   | Camille Abily      | Olympique lyonnais | 13   |
| 8   | Lotta Schelin      | Olympique lyonnais | 12   |
| 9   | Sandrine Brétigny  | FCF Juvisy         | 10   |
| 9   | Rumi Utsugi        | Montpellier HSC    | 10   |
| 11  | Viviane Asseyi     | Montpellier HSC    | 9    |
| 11  | Camille Catala     | FCF Juvisy         | 9    |
| 11  | Anaïs Ribeyra      | Rodez AF           | 9    |
| 14  | Laura Bourgouin    | ASJ Soyaux         | 8    |
| 14  | Linda Bresonik     | Paris SG           | 8    |
| 14  | Lara Dickenmann    | Olympique lyonnais | 8    |
| 14  | Gwendoline Djebbar | ASJ Soyaux         | 8    |
| 18  | Kosovare Asllani   | Paris SG           | 7    |
| 18  | Ludivine Bultel    | Arras FCF          | 7    |
| 18  | Marina Makanza     | Montpellier HSC    | 7    |
| 18  | Wendie Renard      | Olympique lyonnais | 7    |
| 22  | Anne-Marie Bănuță  | Rodez AF           | 6    |
| 22  | Pauline Cousin     | FCF Hénin-Beaumont | 6    |
| 22  | Kenza Dali         | Paris SG           | 6    |
| 22  | Élodie Ramos       | Montpellier HSC    | 6    |
| 26  | Marine Augis       | Rodez AF           | 5    |
| 26  | Nora Coton-Pélagie | AS Saint-Étienne   | 5    |
| 26  | Laura Georges      | Paris SG           | 5    |
| 26  | Faustine Robert    | EA Guingamp        | 5    |
| 26  | Rachel Saïdi       | FCF Hénin-Beaumont | 5    |
| 31  | 14 joueuses        | 14 joueuses        | 4    |
| 45  | 16 joueuses        | 16 joueuses        | 3    |
| 61  | 20 joueuses        | 20 joueuses        | 2    |
| 81  | 54 joueuses        | 54 joueuses        | 1    |

| Cls | Joueuse             | Club               | Passes |
| --- | ------------------- | ------------------ | ------ |
| 1   | Kenza Dali          | Paris SG           | 9      |
| 1   | Lara Dickenmann     | Olympique lyonnais | 9      |
| 1   | Louisa Necib        | Olympique lyonnais | 9      |
| 4   | Laure Boulleau      | Paris SG           | 8      |
| 4   | Elise Bussaglia     | Olympique lyonnais | 8      |
| 4   | Hoda Lattaf         | Montpellier HSC    | 8      |
| 7   | Lindsey Horan       | Paris SG           | 7      |
| 7   | Sandrine Soubeyrand | FCF Juvisy         | 7      |
| 7   | Gaëtane Thiney      | FCF Juvisy         | 7      |
| 10  | Linda Bresonik      | Paris SG           | 6      |
| 10  | Amélie Coquet       | FCF Juvisy         | 6      |
| 10  | Eugénie Le Sommer   | Olympique lyonnais | 6      |
| 13  | Camille Abily       | Olympique lyonnais | 5      |
| 13  | Anaïs Dumont        | ASJ Soyaux         | 5      |
| 13  | Élodie Ramos        | Montpellier HSC    | 5      |
| 13  | Megan Rapinoe       | Olympique lyonnais | 5      |
| 13  | Sandie Toletti      | Montpellier HSC    | 5      |
| 18  | Laura Bourgouin     | ASJ Soyaux         | 4      |
| 18  | Janice Cayman       | FCF Juvisy         | 4      |
| 18  | Laurie Dacquigny    | Arras FCF          | 4      |
| 18  | Clarisse Le Bihan   | EA Guingamp        | 4      |
| 22  | 14 joueuses         | 14 joueuses        | 3      |
| 36  | 29 joueuses         | 29 joueuses        | 2      |
| 65  | 42 joueuses         | 42 joueuses        | 1      |